# Matecznik
Matecznik (internationaler englischsprachiger Titel The Hatcher, etwa „Die Brüterin“) ist ein Filmdrama von Grzegorz Mołda, das im Juli 2022 beim New Horizons International Film Festival seine Premiere feierte.

## Handlung
Karol wurde gerade auf Bewährung aus einer Jugendhaftanstalt entlassen. Nun wohnt der Teenager in einer bescheidenen Ausbildungswohnung, wo er eine elektronische Fußfessel tragen muss. Die ungefähr doppelt so alte Marta soll ihm bei seinem Neuanfang helfen. Sie schaut jeden Tag bei ihm vorbei, um dem Jungen gute Manieren beizubringen und auf Sauberkeit zu achten. Sie kontrolliert die Abläufe, gibt Ratschläge und ordnet neue Übungen an. Die Aufgaben, mit denen sie ihn betraut, um ihm bei seiner Resozialisierung zu helfen, werden jedoch immer absurder. So soll Karol mit einer Babypuppe beweisen, dass er sich zuverlässig um ein Kind kümmern kann.

## Produktion
Regie führte Grzegorz Mołda. Es handelt sich bei Matecznik nach dem Kurzfilm Koniec widzenia  und der Fernsehserie Na sygnale, bei der er in 40 Folgen Regie führte, um Mołdas Spielfilmdebüt. Er wurde in Włoszczowa geboren und ist Absolvent der Gdynia Film School. Sein Kurzfilm End of Vision war im Jahr 2017 bei den Internationalen Filmfestspielen in Cannes für die Goldene Palme nominiert. Grzegorz Molda schrieb das Drehbuch zu Matecznik zusammen mit der Schriftstellerin Monika Powalisz.
Agnieszka Kryst und Michał Zieliński spielen in den Hauptrollen Marta und Karol. Kryst ist Choreografin und Tänzerin und gibt in Matecznik ihr Filmdebüt. Zieliński war zur Zeit der Dreharbeiten Student der Theaterakademie in Warschau.
Die Dreharbeiten fanden ab Dezember 2020 in Warschau statt, so in einem Mietshaus in der Aleja-Niepodległości-Straße und auf einem Innenhof in der Konstancińska-Straße. Als Kamerafrau fungierte Constanze Schmitt.

Die Premiere erfolgte am 25. Juli 2022 beim New Horizons International Film Festival. Im dortigen Programm wird der Film als eine Mischung aus Gesellschaftsdrama, schwarzer Komödie, Dystopie und Thriller beschrieben. Mitte September 2022 wurde der Film beim Polnischen Filmfestival Gdynia vorgestellt. Im November 2022 wurde er beim Tallinn Black Nights Film Festival gezeigt.
 Im September 2023 wird der Film bei Film Polska vorgestellt.

## Auszeichnungen
Film Polska 2023
- Nominierung im Wettbewerb[3]

Polnisches Filmfestival Gdynia 2022
- Auszeichnung mit dem Atmospheric Film Award for the Most Eco-Friendly Production (Grzegorz Molda)
- Nominierung im Microbudget Film Competition (Grzegorz Molda)

Tallinn Black Nights Film Festival 2022
- Nominierung im First Feature Competition[8]